# Tethina prognatha
Tethina prognatha är en tvåvingeart som först beskrevs av Axel Leonard Melander 1952.  Tethina prognatha ingår i släktet Tethina och familjen Canacidae. Inga underarter finns listade i Catalogue of Life.